# Кваркенский район
Кваркенский райо́н — административно-территориальная единица (район) и муниципальное образование (муниципальный район) в Оренбургской области Российской Федерации.
Административный центр — село Кваркено.

## География
Кваркенский район граничит: на западе с Республикой Башкортостан, на севере с Челябинской областью, на востоке с Республикой Казахстан, на юге с Адамовским, Новоорским и Гайским районами Оренбургской области. Площадь территории составляет 5184 км².

## История
Кваркенский район образован 30 мая 1927 года. Центром вновь образованного района, расположенного на крайнем северо-востоке области, стало село Кваркено. По территории район входит в пятерку самых крупных районов области.
5 тысяч лет назад на территории района селились племена высокой культуры, именуемые ариями. В I тысячелетии до нашей эры здесь кочевали сарматы, в 1391 году прошло войско Тимура.
Район находится на стыке Европы и Азии. Первые населённые пункты с русскими были основаны на правом берегу реки Яик (Урал) И. И. Неплюевым в июне 1743 года. Это редут Березовский, крепости Уртазымская и Таналыкская. Через столетие появились станицы Екатеринбургская, казацкие посёлки Андрианополь, Аландск, Бриент, Кульма. Интересно происхождение названия Кваркено. Есть в Балтийском море пролив Кваркен. Зимой 1809 года русские воины под руководством Барклая-де-Толли одержали там победу над шведами. В честь неё была названа станица Кваркенская, основанная летом 1843 года. Заселили её русские казаки из западных уездов Оренбургской губернии, а также калмыки из расквартированного полка станицы Ставропольской на Волге (ныне город Тольятти). В годы Великой Отечественной войны на защиту был призван 7501 житель Кваркенского района. Не вернулись с фронта 2814 человек. Шестерым кваркенцам, участникам Великой Отечественной войны, присвоено звание Героя Советского Союза.
50 лет назад район принимал первых целинников. Центром освоения целинных и залежных земель стал совхоз «Кульминский», награждённый орденом Трудового Красного Знамени. За заслуги в освоении целины Указом Президиума Верховного Совета СССР звания Героя Социалистического Труда удостоены механизатор совхоза «Аландский» С. Милицкий и председатель колхоза «Красный путиловец» Я. Митрофанов. В 1966 году Золотой медалью Героя Социалистического Труда, медалями «За доблестный труд», «За освоение целинных земель» награждён кавалер ордена «Знак Почёта», мастер высоких урожаев, прошедший путь от рядового механизатора до управляющего передовым отделением И. П. Клименко, проживающий в селе Коминтерн.
В 1968 году Указом Президиума Верховного Совета СССР за особые заслуги в увеличении производства и заготовок зерна директору целинного совхоза «Кульминский» А. В. Максимову присвоено звание Героя Социалистического Труда. В настоящее время в районе проживают 260 человек, награждённых орденами и медалями СССР за освоение целинных земель.
На Кваркенской земле воспитаны мастера педагогического труда А. Милицкий, награждённый знаками «За заслуги в развитии физкультуры», «Отличник просвещения» и Ю. Карачков — Заслуженный учитель России. Среди воспитанников района — 2 мастера спорта СССР мастер спорта России и 1О кандидатов в мастера спорта, чемпионы области и призёры российских соревнований.
Промышленность района представлена ЗАО «Южная уральская золотодобывающая компания» и 000 «Оренбургская горно-металлургическая компания», объём продукции которых в 2006 году составил 148,1 млн рублей. Также в районе имеется перерабатывающее предприятие ООО АПК «ОФКОР», производящее мукомольную продукцию, объём которой составляет 5226,3 тонны. Район специализируется на производстве зерна и мяса. Площади сельхозугодий составляют более 457,8 тыс. га, пашни — 240 тыс. га, 160 тыс. га являются посевными. Главные культуры — яровые пшеница и ячмень. По итогам 2006 года район занял первое место по области, получив наивысшую урожайность. Функционируют в Кваркенском районе, лесхоз, типография, Айдырлинский элеватор, на котором ведётся переработка большого количества зерна.
Производством сельскохозяйственной продукции занимаются 17 сельхозпредприятий различных форм собственности. В районе имеются личные подсобные хозяйства, в которых содержатся 11691 голова КРС, 6594 головы свиней, 5220 голов овец, более 90 000 голов птицы. Занимаются этими хозяйствами 7609 семей. Все более весомым становится вклад в экономику района малого бизнеса. На территории района функционируют 16 малых предприятий и 142 фермерских хозяйства. Осуществляют свою деятельность 293 индивидуальных предпринимателя. Производство потребительских товаров в 2006 году возросло на 3 % по сравнению с 2005-м и составило 3,1 млн рублей. Оказано платных услуг более чем на 61 млн руб., что на 5,1 % выше уровня прошлого года.
Средняя обеспеченность населения жильё составляет 18,3 м² на одного человека. Дошкольные учреждения посещают 467 тыс. детей, в общеобразовательных школах учатся 3,3 тыс. школьников. Насыщена знаменательными событиями культурная жизнь района. Большое внимание уделяется физическому воспитанию подрастающего поколения.
К услугам жителей предоставлена целая сеть учреждений здравоохранения. На 1О тыс. жителей приходятся 88,5 койко-мест в лечебных учреждениях. На территории района находятся 33 памятника природы, занесённые в «Зелёную книгу Оренбургской области». Кваркенская земля — это сосновые боры, среди которых — Болотовский, Андрианопольский и Свободненский. Кваркенская земля богата полезными ископаемыми: большие запасы золота, белого мрамора, никеля, повсеместно встречаются граниты, гравий, песок, глины различных цветов.
По Кваркенскому району проходят газопровод «Бухара-Урал» и Южно-Уральская железная дорога. На территории района протекает река Урал и находится Ириклинское водохранилище, красивейшее «степноеморе». Район богат минеральными ресурсами. Кульминское месторождение железной магниевой руды расположено в 2 км к востоку от поселка Кульма, но оно не эксплуатируется. Белоглинское месторождение марганцевой руды тоже не разрабатывается. В резерве находится Староайдырлинское месторождение никелевой руды. По прогнозам имеются запасы золота Айдырлинского месторождения, отработанного поверхностно. Ведётся разработка рассыпного место-рождения золота «Косые пласты» по левобережному склону реки Суундук и карьеров маршаллита на юго-восточной окраине поселка Болотовск.
9 марта 2005 года в соответствии с законом Оренбургской области № 1900/342-III-ОЗ в составе района образовано 14 муниципальных образований (сельских поселений).
26 июня 2013 года в состав Аландского сельсовета включён упразднённый Зеленодольский сельсовет; в состав Бриентского сельсовета включён упразднённый Просторский сельсовет; в состав Кваркенского сельсовета включён упразднённый Айдырлинский поссовет.

## Население
| 2002    | 2003    | 2004    | 2009    | 2010    | 2012    | 2013    | 2014    | 2015    |
| ------- | ------- | ------- | ------- | ------- | ------- | ------- | ------- | ------- |
| 23 525  | ↘23 500 | ↘23 100 | ↘20 896 | ↘18 655 | ↘18 015 | ↘17 638 | ↘17 166 | ↘16 745 |
| 2016    | 2017    | 2018    | 2019    | 2020    | 2021    |         |         |         |
| ↘16 484 | ↘16 095 | ↘15 638 | ↘15 202 | ↘14 704 | ↗15 444 |         |         |         |

### Национальный состав
Кваркенский район многонациональный, в том числе 75,6 % населения — русские, 14,3 % - казахи.

## Территориальное устройство
Кваркенский район как административно-территориальная единица области включает 10 сельсоветов и 1 поссовет. В рамках организации местного самоуправления, Кваркенский муниципальный район включает соответственно 11 муниципальных образований со статусом сельских поселений (сельсоветов/поссоветов):
| №        | Муниципальное образование  | Административный центр | Количество населённых пунктов | Население (чел.) | Площадь (км²) |
| -------- | -------------------------- | ---------------------- | ----------------------------- | ---------------- | ------------- |
| 1        | Аландский сельсовет        | село Аландское         | 7                             | ↘1200            | 1008,82       |
| 2        | Бриентский сельсовет       | село Бриент            | 3                             | ↘1292            | 733,20        |
| 3        | Кваркенский сельсовет      | село Кваркено          | 4                             | ↘4534            | 577,71        |
| 4        | Кировский сельсовет        | посёлок Кировск        | 4                             | ↘888             | 354,94        |
| 5        | Коминтерновский сельсовет  | посёлок Коминтерн      | 3                             | ↘805             | 302,55        |
| 6        | Красноярский поссовет      | посёлок Красноярский   | 2                             | ↘2702            | 324,77        |
| 7        | Новооренбургский сельсовет | село Новооренбург      | 3                             | ↗251             | 286,43        |
| 8        | Приморский сельсовет       | село Приморск          | 4                             | ↘1003            | 393,75        |
| 8.000001 | Таналыкский сельсовет      | село Таналык           | 2                             | ↘441             | 351,64        |
| 9        | Уральский сельсовет        | село Уральское         | 5                             | ↘1653            | 449,43        |
| 9.000002 | Уртазымский сельсовет      | село Уртазым           | 4                             | ↘691             | 401,06        |

### Населённые пункты
В Кваркенском районе 41 населённый пункт.
| №  | Населённый пункт    | Тип     | Население | Муниципальное образование  |
| -- | ------------------- | ------- | --------- | -------------------------- |
| 1  | Айдырлинский        | посёлок | ↘627      | Кваркенский сельсовет      |
| 2  | Аландское           | село    | 796       | Аландский сельсовет        |
| 3  | Алексеевка          | село    | 25        | Уртазымский сельсовет      |
| 4  | Андрианополь        | село    | 193       | Аландский сельсовет        |
| 5  | Асбестный           | посёлок | 2         | Кировский сельсовет        |
| 6  | Базарбай            | село    | 10        | Приморский сельсовет       |
| 7  | Безымянный          | посёлок | 28        | Аландский сельсовет        |
| 8  | Белозёрный          | посёлок | 78        | Аландский сельсовет        |
| 9  | Берёзовка           | село    | 178       | Уртазымский сельсовет      |
| 10 | Болотовск           | село    | 70        | Аландский сельсовет        |
| 11 | Большевик           | село    | 200       | Уральский сельсовет        |
| 12 | Бриент              | село    | 815       | Бриентский сельсовет       |
| 13 | Верхняя Кардаиловка | село    | 238       | Уральский сельсовет        |
| 14 | Гоголевка           | село    | 134       | Приморский сельсовет       |
| 15 | Горный Ерик         | село    | 81        | Приморский сельсовет       |
| 16 | Екатериновка        | село    | 373       | Красноярский поссовет      |
| 17 | Зеленодольск        | село    | 524       | Аландский сельсовет        |
| 18 | Караганский         | посёлок | 92        | Новооренбургский сельсовет |
| 19 | Кваркено            | село    | ↗4106     | Кваркенский сельсовет      |
| 20 | Кировск             | посёлок | 963       | Кировский сельсовет        |
| 21 | Коминтерн           | посёлок | 655       | Коминтерновский сельсовет  |
| 22 | Комсомольский       | посёлок | 149       | Бриентский сельсовет       |
| 23 | Красноярский        | посёлок | ↘2763     | Красноярский поссовет      |
| 24 | Красный Огородник   | посёлок | 66        | Аландский сельсовет        |
| 25 | Кульма              | село    | 276       | Коминтерновский сельсовет  |
| 26 | Лесная Поляна       | посёлок | 137       | Кировский сельсовет        |
| 27 | Майский             | посёлок | 341       | Кваркенский сельсовет      |
| 28 | Максим Горький      | село    | 243       | Уральский сельсовет        |
| 29 | Новооренбург        | село    | 430       | Новооренбургский сельсовет |
| 30 | Новопотоцк          | село    | 243       | Коминтерновский сельсовет  |
| 31 | Октябрьский         | посёлок | 289       | Кваркенский сельсовет      |
| 32 | Покровка            | село    | 231       | Уральский сельсовет        |
| 33 | Приморск            | село    | 719       | Приморский сельсовет       |
| 34 | Просторы            | село    | ↘715      | Бриентский сельсовет       |
| 35 | Свободный           | посёлок | 116       | Новооренбургский сельсовет |
| 36 | Солончанка          | посёлок | 55        | Кировский сельсовет        |
| 37 | Сосновка            | село    | 157       | Уртазымский сельсовет      |
| 38 | Таналык             | село    | 518       | Таналыкский сельсовет      |
| 39 | Уральское           | село    | 487       | Уральский сельсовет        |
| 40 | Уртазым             | село    | 568       | Уртазымский сельсовет      |
| 41 | Чапаевка            | село    | 74        | Таналыкский сельсовет      |

Упраздненные населенные пункты
22 августа 2001 года было упразднено село Доброполье.
16 февраля 2005 года было упразднено село Красноармейское.

## Местное самоуправление
Совет депутатов из 20 человек, избираемых сроком на 5 лет.

## Экономика
Сельское хозяйство носит многоотраслевой характер. В районе разводят — крупный рогатый скот, овец, лошадей, свиней. Из зерновых культур преобладают — пшеница, ячмень, из кормовых культур — кукуруза и подсолнечник, овёс.